# Mylothris pluviata
Mylothris pluviata is een vlindersoort uit de familie van de Pieridae (witjes), onderfamilie Pierinae.
Mylothris pluviata werd in 1980 beschreven door L. Berger.